# كأس بلغاريا 1988–89
كأس بلغاريا 1988–89 (بالبلغارية: Купа на Народна република България 1988/89)‏ هو موسم من كأس بلغاريا. أشرف على تنظيمه اتحاد بلغاريا لكرة القدم، وفاز فيه سسكا صوفيا.